# Ole Christian Eidhammer
Ole Christian Eidhammer (Molde, 15 de abril de 1965) es un deportista noruego que compitió en salto en esquí.
Participó en dos Juegos Olímpicos de Invierno, en los años 1984 y 1988, obteniendo una medalla de bronce en Calgary 1988, en la prueba de trampolín grande por equipo (junto con Jon Kjørum, Ole Gunnar Fidjestøl y Erik Johnsen).
Ganó una medalla de plata en el Campeonato Mundial de Esquí Nórdico de 1987, en la prueba de trampolín grande por equipo.

## Palmarés internacional
| Juegos Olímpicos   | Juegos Olímpicos | Juegos Olímpicos  | Juegos Olímpicos |
| Año                | Lugar            | Medalla           | Prueba           |
| ------------------ | ---------------- | ----------------- | ---------------- |
| 1988               | Calgary (Canadá) | Medalla de bronce | TG por equipos   |
| Campeonato Mundial |                  |                   |                  |
| Año                | Lugar            | Medalla           | Prueba           |
| 1987               | Oberstdorf (RFA) | Medalla de plata  | TG por equipos   |